# Distenia gracilis
Distenia gracilis es una especie de escarabajo longicornio del género Distenia, categorizada en la tribu Disteniini, de la orden Coleoptera. Fue descrita por Blessig en 1872.

## Descripción
Mide 19-34 mm de longitud.

## Distribución
Se distribuye por China, Japón, Corea y Rusia.